# Saint-Rémy-de-Chaudes-Aigues
Saint-Rémy-de-Chaudes-Aigues é uma comuna francesa na região administrativa de Auvérnia-Ródano-Alpes, no departamento de Cantal. Estende-se por uma área de 14,67 km². Em 2010 a comuna tinha 127 habitantes (densidade: 8,7 hab./km²).